# Emilio Baiada
Emilio Baiada   (Tunis, 2 de gener de 1914 - Mòdena, 14 de maig de 1984), a vegades escrit Emilio Bajada, va ser un matemàtic italià.
Alumne de l'Scuola Normale Superiore de Pisa, es va graduar l'any 1937 amb Leonida Tonelli, de qui va ser assistent des de 1938 fins a 1941, quan va ser mobilitzat per la Segona Guerra Mundial. En acabar la guerra, l'any 1945, va reprendre la seva activitat a Pisa, fent cursos d'anàlisi matemàtica. El 1949 es va traslladar als Estats Units, primer a la universitat de Cincinnati (on va treballar amb Otto Szász i Charles Napoleon Moore) i després a l'institut d'Estudis Avançats de Princeton (on va treballar amb Marston Morse). El 1952 va guanyar el concurs per a la càtedra d'anàlisi de la universitat de Palerm i va retornar al seu país.
A la ciutat siciliana va ensenyar fins al 1961 quan es va traslladar a Mòdena on va donar un impuls considerable al rellançament del seu Institut de Matemàtiques i a l'enfortiment de la seva biblioteca i del Seminari de Matemàtiques.
És autor més de 60 articles científics sobre diferents camps de l'anàlisi.